# The Danger Girl
The Danger Girl er en amerikansk stumfilm fra 1916 af Clarence G. Badger.

## Medvirkende
- Bobby Vernon.
- Gloria Swanson.
- Helen Bray.
- Reggie Morris som Reggie.
- Myrtle Lind.